# Sex Machines Museum

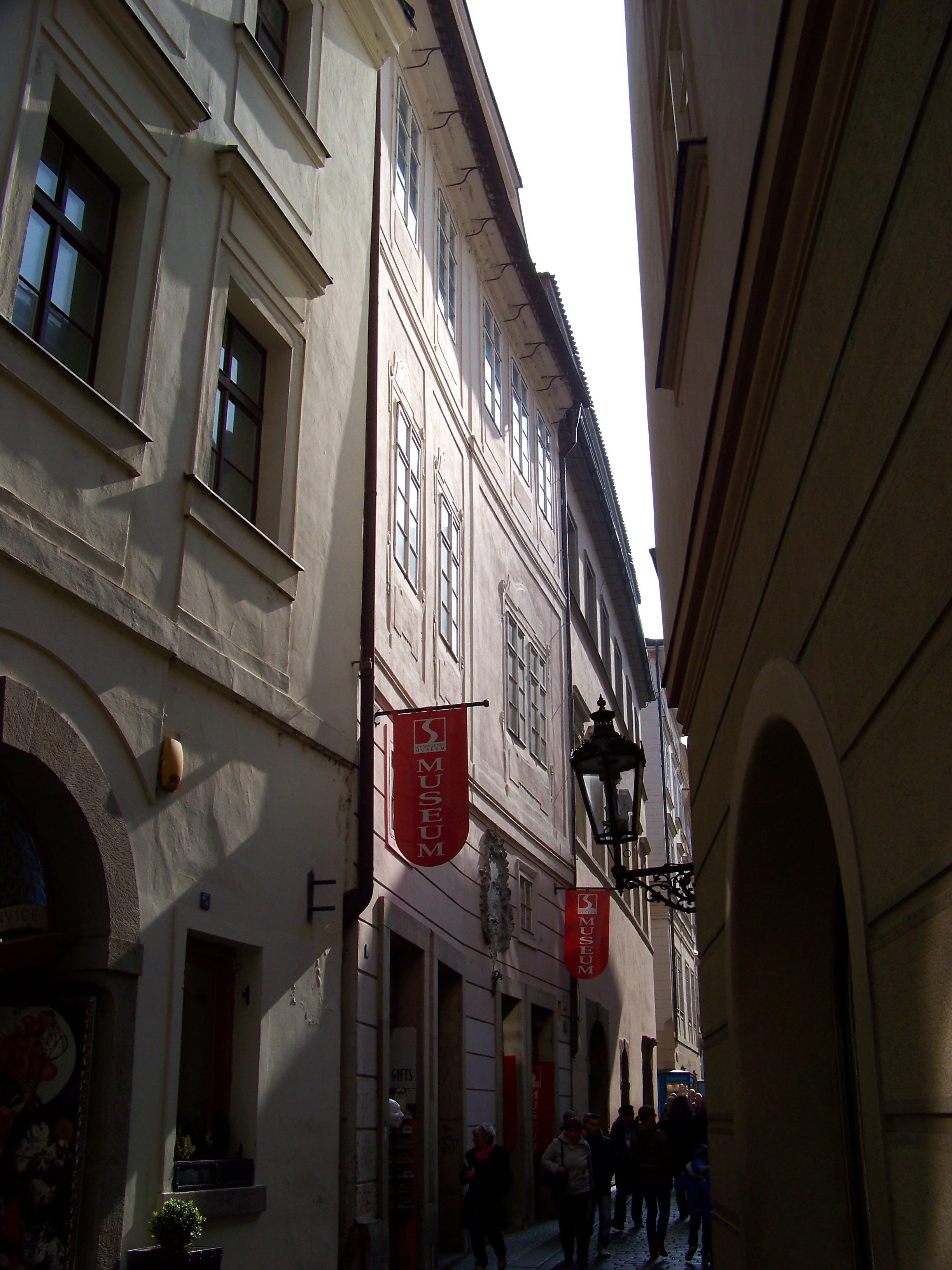
Blick auf das Museumsgebäude

Das Sex Machines Museum, abgekürzt SMM, ist ein Erotikmuseum in Prag. Es wurde 2002 eröffnet.

## Beschreibung

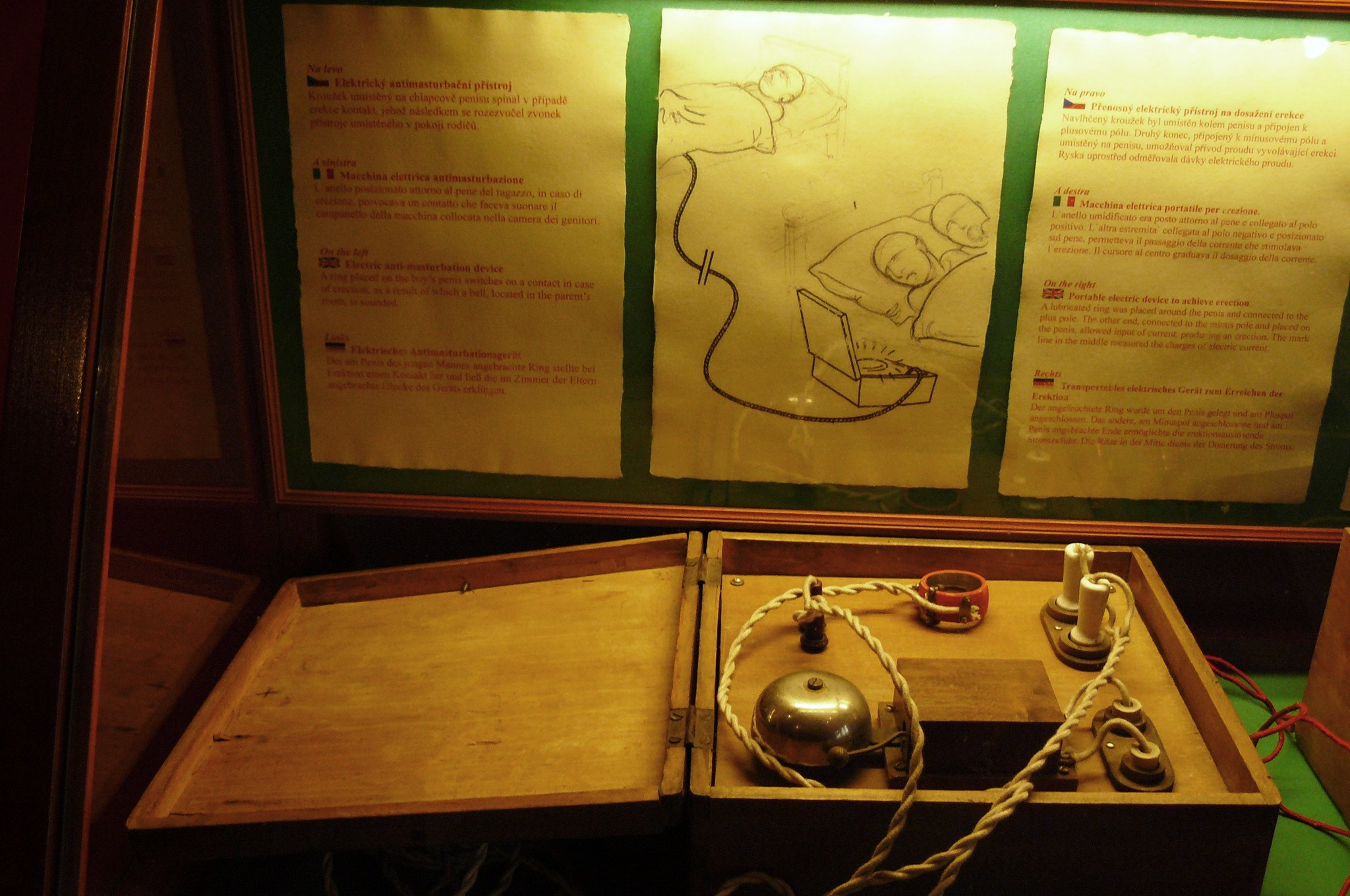
„Anti-Masturbations-Maschine“ aus den 1920er Jahren

Das Museum befindet sich in der Nähe des Altstädter Rings in einem Gebäude aus dem 17. Jahrhundert. Auf einer Fläche von 600 m² und auf drei Stockwerken werden etwa 200 antike, mittelalterliche und moderne Gegenstände zur Erzeugung, Steigerung oder auch Einschränkung sexueller Erregung ausgestellt. Einige davon sind zum besseren Verständnis mit flexiblen Schaufensterpuppen bzw. Sexpuppen ausgestattet. Darunter finden sich SM-Möbel wie beispielsweise eine Smotherbox, Vibratoren, Dildos (auch auf Hometrainern) und weitere Sexspielzeuge, eine hölzerne Sexmaschine in Wippenform, eine „magische Kiste“, die als Vorläuferin der Peepshow auf Märkten und Dorffesten eingesetzt wurde, Handkrallen, eiserne Korsette sowie ein Keuschheitsgürtel aus dem späten 16. Jahrhundert, mit scharfen Metallzacken vor dem Vaginaleingang. Im Erdgeschoss gibt es ein kleines Kino, in dem Ausschnitte aus spanischen Pornofilm-Produktionen aus dem frühen 20. Jahrhundert gezeigt werden. Aus dem antiken Griechenland sind Schuhe von Prostituierten ausgestellt, mit der Aufschrift „Folge meinen Schritten“ auf den Sohlen, sodass der Abdruck auf dem weichen Boden zu sehen war. Das Museum zeigt auch eine transportable „Anti-Masturbations-Maschine“ aus Frankreich aus den 1920er Jahren, mit einem Ring, der um den Penis eines heranwachsenden Jungen gelegt wurde. Eine Erektion des Jungen führte zum Ertönen einer Klingel neben dem Elternbett.
Bald nach der Eröffnung des Museums kam es zu negativen Reaktionen seitens der Behörden. Ein Sprecher der Stadt erklärte, es sei besonders ärgerlich, dass sich das Museum im historischen Teil der Stadt befindet. Besucher könnten ein falsches Bild von Prag bekommen. Hingewiesen wird auch auf die Nähe zur berühmten astronomischen Uhr am Altstädter Rathaus, die sich gerade bei Kindern verwirrend auswirken könnte. Diese Proteste führten bei Touristen zu vermehrter öffentlicher Aufmerksamkeit.